# Grant Rosenmeyer
Grant Mandel Rosenmeyer (nacido el 3 de julio de 1991) es un actor y guionista estadounidense mejor conocido por sus papeles en The Royal Tenenbaums y en la comedia televisiva FOX Oliver Beene.

## Temprana edad y educación
Rosenmeyer nació en Manhasset, Nueva York, hijo de los padres judíos Debra y Colin Rosenmeyer. Creció en Ridgefield, Connecticut y obtuvo una licenciatura en Bellas Artes de la Tisch School of the Arts de la Universidad de Nueva York en 2012.

## Carrera
Rosenmeyer actuó por primera vez en Broadway como el hijo de Macduff en Macbeth y como Gavroche en Los miserables. En 2001, hizo su debut cinematográfico como Ari Tenenbaum, el hijo de Ben Stiller, en The Royal Tenenbaums, de Wes Anderson, por la que recibió una nominación al Premio Young Artist.
De 2003 a 2004, Rosenmeyer interpretó al personaje principal en la comedia televisiva de FOX Oliver Beene, producida por Steven Levitan. Ha aparecido como invitado en Late Night with Conan O'Brien, Monk, Jonny Zero, Blue Bloods y Crazy Ex-Girlfriend, entre otros. También apareció como Wilson, un paciente de Make-A-Wish que chantajea a Larry David, en un episodio memorable de Curb Your Enthusiasm. Sus créditos cinematográficos adicionales incluyen al joven Mordechai en The Hebrew Hammer.
En junio de 2009, el cortometraje Fugue de Rosenmeyer ganó el premio a la Mejor Película Estudiantil en el Festival de Cine de Connecticut. Coescribió y protagonizó The Smut Locker, una comedia corta que obtuvo un premio CINE Golden Eagle en 2014. Ese mismo año, su guion The Defectives fue semifinalista de las Nicholl Fellowships in Screenwriting.
Apareció junto a Julia Roberts y George Clooney en la película Money Monster del 2016, dirigida por Jodie Foster  También protagonizó junto a Lindsey Shaw la comedia romántica Temps en 2016, así como la comedia de atracos Chasing the Blues en 2018.
Más recientemente, Rosenmeyer produjo y protagonizó Come As You Are, una comedia dramática sobre un viaje por carretera basada en la experiencia de la vida real de Asta Philpot, junto a Gabourey Sidibe, Hayden Szeto y Ravi Patel. La película se estrenó en South by Southwest en marzo de 2019 antes de ganar numerosos premios del público y del jurado en otros festivales, y fue adquirida para su estreno por Samuel Goldwyn Films.

## Filmografía

### Películas
| Año  | Título                         | Papel            | Notas                |
| ---- | ------------------------------ | ---------------- | -------------------- |
| 2001 | The Royal Tenenbaums           | Ari Tenenbaum    |                      |
| 2003 | The Hebrew Hammer              | Joven Mordechai  |                      |
| 2007 | I Do & I Don't                 | Mark, El Hijo    |                      |
| 2008 | Fugue                          | Hal Gordon       | Director y guionista |
| 2010 | The Red Hunter                 | El Ladrón        | Voz                  |
| 2014 | Fairfield                      | Tucker Donovan   |                      |
| 2016 | Temps                          | Jefferson        |                      |
| 2016 | Money Monster                  | Tech Dave        |                      |
| 2017 | Chasing the Blues              | Alan Thomas      |                      |
| 2018 | All You Can Eat                | Matty            |                      |
| 2019 | Come As You Are                | Scotty           | Productor            |
| 2021 | Shook                          | Kellan           |                      |
| 2021 | The Beta Test                  | Agente de la APE |                      |
| 2023 | The Secret Art of Human Flight | Ben Grady        |                      |

### Televisión
| Año       | Título               | Papel              | Notas                                |
| --------- | -------------------- | ------------------ | ------------------------------------ |
| 2000      | TV Funhouse          | Jokámel Boy        | Episodio: «Mexicans Day»             |
| 2003–2004 | Oliver Beene         | Oliver David Beene | 24 episodios                         |
| 2005      | Jonny Zero           | Seth Morganstern   | Episodio: «Man Up»                   |
| 2005      | Monk                 | Joven Adrian Monk  | Episodio: «Mr. Monk and Little Monk" |
| 2005      | Curb Your Enthusiasm | Wilson             | Episodio: «The Smoking Jacket»       |
| 2006      | Teachers             | Adam Pelekis       | Episodio: «Substitute»               |
| 2011      | Blue Bloods          | Brian              | Episodio: «Mercy»                    |
| 2014      | The Emperors         | Milo Finch         | Película para televisión             |
| 2015–2019 | Crazy Ex-Girlfriend  | Jason              | 4 episodios                          |